# Jörn Schmiedel
Jörn Schmiedel (* 13. September 1978 in Geislingen an der Steige) ist ein ehemaliger deutscher Fußballspieler.

## Werdegang
In der Jugend spielte Jörn Schmiedel für den SC Geislingen.
Außerdem spielte er für die deutsche Juniorennationalmannschaft (U15 – U17). Dabei bestritt er insgesamt 27 Spiele. Unter anderem bei der U15-Europameisterschaft 1995 in Belgien. Dort erzielte er zwei Tore und belegte mit der Mannschaft den dritten Platz, was die Qualifikation für die WM in Ecuador bedeutete. U.a. aufgrund der Leistungen im Turnier wurde er zum deutschen Jugendspieler des Monats ernannt (Mai 1995).
Im Sommer 1996 wechselte der Mittelfeldspieler zu den A-Junioren Mannschaft des VfB Stuttgart. Bereits in der Winterpause erhielt er einen Profivertrag. Nachdem in den folgenden Jahren nicht der Durchbruch in die Erstligamannschaft gelungen war, wurde er zur Saison 2001/02 von Trainer Armin Veh zum SSV Reutlingen in die 2. Fußball-Bundesliga. Er bestritt 35 Zweitligaspiele in zwei Spielzeiten und erzielte dabei vier Tore.
Danach spielte Schmiedel über vier Jahre beim VfR Aalen in der Regionalliga Süd. Im April 2008 holte der SSV Reutlingen den damals vereinslosen Schmiedel wieder zurück an die Kreuzeiche, woraufhin er zur Saison 2008/09 zum Drittligisten Stuttgarter Kickers wechselte. In der 3. Liga kam er lediglich zu drei Einsätzen. Mit dem Abstieg endete sein Vertrag.
Mittlerweile hat er seine aktive Karriere beendet. Er war Trainer des Kreisligisten SV Wurmlingen und studierte in Tübingen. Mit dem SV Wurmlingen ist er in seinem letzten Trainerjahr in die Bezirksliga aufgestiegen.
Inzwischen arbeitet er als Physiotherapeut (B.Sc.) in einem Göppinger Rehazentrum. Außerdem ist er Lehrbeauftragter an der HfWU Nürtingen-Geislingen.